# بانوی گازر
بانوی گازُر در شاهنامه همسر مردی رخت‌شور بنام گازُر است، که دایه و سرپرست داراب به‌شمار می‌آید . گازر و همسرش از قضا کودکی تازه متولد شده را از دست داده بودند و یافتن این طفل مرهمی بود بر داغ دل آنها. داستان بانوی گازر در شاهنامه بدین قرار است:
| بدو داد زن زود پستان شیر |  | ببد شاد زان کودک دلپذیر |
| ز خوبی آن کودک و خواسته  |  | دل او ز غم گشت پیراسته  |

## بانوی گازر در شاهنامه
روزی از روزها، مرد گازر هنگام رخت‌شویی از رود نوزادی یافت، گازر و زنش که به تازگی نوزاد خویش را از دست داده بودند نوزاد جدید را به خانه برد و به همسرش بانو گازز سپرد تا او را به جای نوباوهٔ تازه از دست دادهٔ خود، بپرورد. نام کودک را که پسر بود، بر گرفته از آب آرام رود داراب نهادند. داراب کم کم بالید و بزرگ شد به جوان برومندی بدل گشت، امّا او که داستان کودکی خویش را نشنیده بود، در پی شناخت اصالت و نژاد خود بود و در این مورد پیوسته زن گازر را مخاطب قرار می‌داد و سرانجام چون پاسخی در خور از آن زن نگرفت، بر وی خشم آورد.
داراب، چنانکه در سرگذشت خودش آمده‌است، سرانجام به پادشاهی رسید و چون بر تخت شاهی نشست، گازر و بانو گازر را نزد خویش فراخواند آنان را گرامی داشت؛ و با هدایا و پیشکش‌های فراوان دوباره از کاخ رهسپارشان نمود. حکیم فردوسی در بیتی از شاهنامهٔ خویش، از بانوی گازُر چند بار سخن گفته‌است، که بیت زیر مربوط به داستان بالا، یکی از همان موارد است:
| زن گازُر از درد پژمرده بود |  | یکی کودک زیرکش مُرده بود |

## قصص مشابه
در کتاب قرآن‌مجید، فرعون مصر هر کودکی که از بنی‌اسرائیل متولد می‌شد آن را یافته و می‌کشت، روزیکه موسی علیه‌السلام از مادرش متولد شد مادر نگران بود مبادا دژخیمان فرعون او را بیابند و هلاک کنند به همین سبب به خدای خویش پناه برد و کودک را بخدا سپرد. وقتیکه موسی را در گهواره‌ای نهاد و آن را به رود آرام نیل سپرد دلش قرص بود که خداوند طفل را حفظ خواهد نمود.
روایت مشابه‌ای بدین مضمون به داراب ایرانی اختصاص دارد، داراب و مادرش همای از سلالهٔ هخامنشیان بودند و دوران قبل از ایشان کیش رسمی ایرانیان آیین مزدیسنا بود. بقول حکیم طوس فردوسی ازدواج پدر و دختر، یعنی بهمن و هما طرح یک آیین جدید بود که ربطی به آیین مزدیسنا نداشت. نام کورش، بزرگ خاندان هخامنشی در تورات سیروس نامیده شده و این به معنای آنست که این سلاله گرایش‌هایی به کیش مزبور داشتند و احتمالاً با کیش رسمی کشور یعنی کیش زرتشت به عداوت برخاستند. روایت به آب انداختن داراب توسط مادرش هما در شاهنامه همانند روایت موسی، این‌گونه نقل می‌شود:
| یکی خرد صندوق از چوب خشک      |  | بکردند و بر زد بر او قیر و مشک    |
| درون نرم کرده به دیبای روم    |  | بر اندوده بیرون او مشک و موم      |
| به زیر اندرش بستر خواب کرد    |  | میانش پر از درُ خوشاب کرد          |
| ببستند بس گوهر شاهوار         |  | به بازوی آن کودک شیرخوار          |
| بدانگه که شد کودک از خواب مست |  | خروشان بشد دایهٔ چرب دست           |
| نهادش به صندوق در نرم‌نرم      |  | به چینی پرندش بپوشید گرم          |
| سر تنگ تابوت کردند خشک        |  | به دبق و به عنبر، به قیر و به مشک |
| ببردند صندوق را نیم شب        |  | یکی بر دگر نیز نگشاد لب           |
| ز پیش همایش برون تاختند       |  | به آب فرات اندر انداختند          |